# Naomi Smalls
Naomi Smalls és el nom artístic de Davis Heppenstall. És coneguda per aparèixer en la vuitena edició de RuPaul's Drag Race, on va quedar com a finalista, i en Rupaul's Drag Race All Stars 4.

## Vida abans del reality
Heppenstall va néixer a Redlands, Califòrnia, i més tard va ser adoptat.

## Carrera

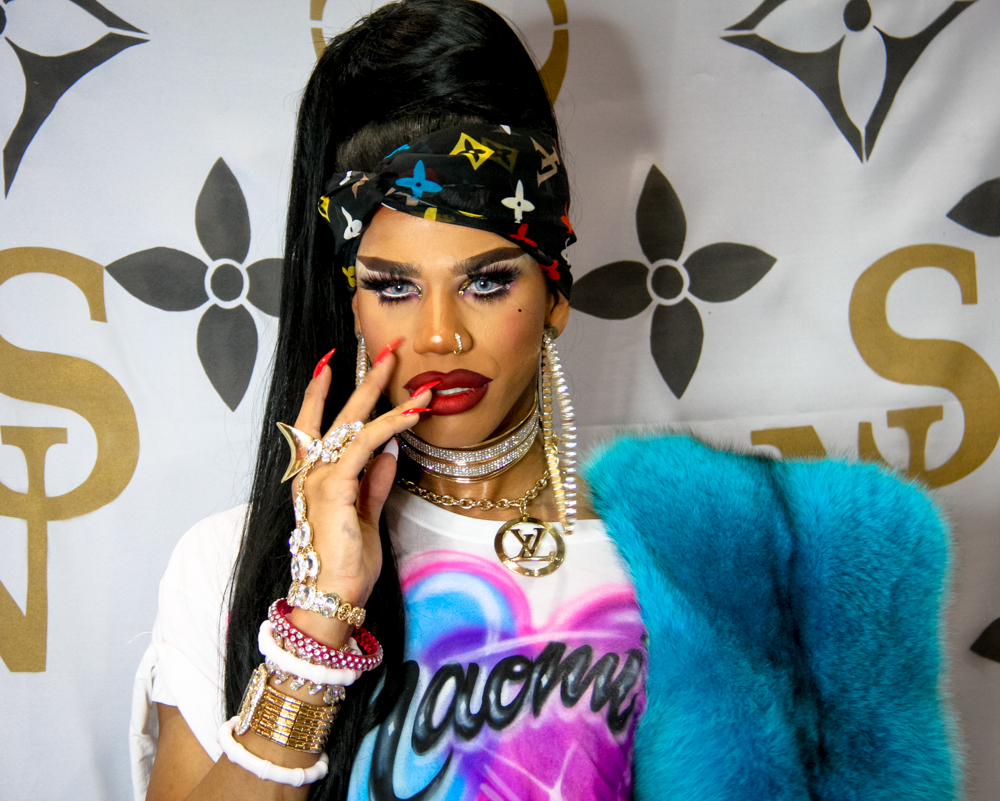
Naomi Smalls l'any 2017

El nom Naomi Smalls porvé de la supermodel Naomi Campbell i el raper Biggie Smalls.

### RuPaul's Drag Race
Smalls va ser anunciada com una de les dotze concursants per la vuitena edició de RuPaul's Drag Race l'1 de febrer de 2016.
Va acabar entre les dos últimes el cinquè episodi on va imitar a Tiffany Pollard per l'anual "Snatch Game". Ella va competir en amb la cançó "Causing a Commotion" de Madonna contra Acid Betty i va guanyar.
Va guanyar la prova de costura a l'episodi següent, on va dissenyar un outfit per un de les membres de Little Women: LA. Va arribar als últims tres de la temporada, però va perdre contra Bob the Drag Queen, i va empatar amb Kim Chi com a subcampiona.
En 8 de novembre de 2018, va ser anunciat que Small seria tornar per competir a la quarta edició de RuPaul's Drag Race All Stars Ella va quedar entre les dos pitjors pel "roast" de Lady Bunny.
Al episodi següent va guanyar en contra Gia Gunn en un Lipsync en el "LaLaPaRuZa" per mantenir el seu lloc. L'episodi següent va quedar un altre cop entre les dos pitjors, però va ser salvada per Latrice Royale en contra de Valentina.
Smalls va arribar a la final, i va acabar en 3r/4t lloc amb Monique Heart.

### Després deDrag Race
Després de la seva estada al concurs, Smalls va ser co-amfitriona amb Kim Chi per a la sèrie d'Internet M.U.G de WoWPresents. On elles critiquen aspectes de maquillatge de les altres reines.
Smalls va fer una entrevista amb Cardi B per Cosmopolitan febrer el 2018.
Va començar la seva sèrie de YouTube pròpia, Small's World, on documentava la seva vida que de viatge a través del país. El primer episodi va ser estrenat el 16 de febrer de 2018.
El setembre de 2019, a la convenció RuPaul's DragCon NYC, Smalls va ser anunciada com una de les dotze reines en Rupaul's Drag Race Live!, a Las Vegas, un espectacle disponible fins l'Agost de 2020 al Flamingo Las Vegas. L'espectacle presentarà música de Rupaul i set de les dotze reines: Naomi Smalls, Aquaria (guanyadora de la temporada deu), Asia O'Hara (temporada deu), Coco Montrese (temporada cinc, All Stars 2), Derrick Barry (temporada vuit), Eureka O'Hara (temporada nou i deu), India Ferrah (temporada tres), Kahanna Montrese (temporada onze), Kameron Michaels (temporada deu), Kim Chi (temporada vuit), Yvie Oddly (guanyadora temporada onze), i Shannel (primera temporada, All Stars 1).

### Música
Smalls va penjar un videoclip pel seu primer single, "Pose", el 16 de desembre de 2018.
Ella també apareix en el videoclip de Manila Luzon "Go Fish".

## Vida personal
Heppenstall té onze germans i germanes.

## Controvèrsia
Al maig 2017, Smalls va rebre crítiques d'aficionats després de fer un acudit sobre l'Atemptat de Manchester en Twitter. Ella més tard es va disculpar pel tweet.

## Filmografia

### Pel·lícula
| Any  | Títol                  | Funció | Notes                            |
| ---- | ---------------------- | ------ | -------------------------------- |
| 2018 | A Queen For The People | Ella   | Documental per Bob the Drag Quen |

### Televisió
| Any       | Títol                          | Funció | Notes                   |
| --------- | ------------------------------ | ------ | ----------------------- |
| 2016      | Rupaul's Drag Race             | Ella   | Concursant (Finalista)  |
| 2016      | Gay for Play                   | Ella   | Convidada               |
| 2018–2019 | Rupaul's Drag Race All Stars 4 | Ella   | Concursant (3r/4t lloc) |

### Videoclips
| Any  | Títol   | Artista      |
| ---- | ------- | ------------ |
| 2018 | Pose    | Ella         |
| 2019 | Go Fish | Manila Luzon |

### Sèries web
| Any     | Títol                        | Funció | Notes                 | Ref. |
| ------- | ---------------------------- | ------ | --------------------- | ---- |
| 2016    | RuPaul's Drag Race: Untucked | Ella   | Temporada 8           |      |
| 2017    | Fashion Photo Ruview         | Ella   | Amfitriona convidada  |      |
| 2017-18 | M.U.G.                       | Ella   | Co-Amfitriona         |      |
| 2018    | Small's World                | Ella   | Amfitriona            |      |
| 2018    | Sibling Rivalry              | Ella   | Convidada, Episodi 10 |      |
| 2018    | Call Me Coulee               | Ella   | Cameo                 |      |
| 2019    | Runway Rebobinatge           | Ella   | Convidada             |      |

## Discografia

### Singles
| Any  | Títol  |
| ---- | ------ |
| 2019 | "Pose" |